# Battaglia di Waxhaws
La battaglia di Waxhaws, conosciuta anche come massacro di Waxhws o Massacro di Buford, venne combattuta il 29 maggio 1780 in Carolina del Sud durante la guerra di indipendenza americana. Lo scontro avvenne nel territorio dell'odierna contea di Lancaster, tra le forze americane del colonnello Abraham Buford e quelle del tenente colonnello britannico Banastre Tarleton, al comando del 17º Reggimento dragoni leggeri "Duca di Cambridge" e della "Legione Britannica", una forza di lealisti costituita da fanteria e cavalleria (dragoni).
Fu uno degli episodi più controversi della guerra; le truppe britanniche e lealiste, guidate dallo spietato Tarleton, non risparmiarono i prigionieri e tennero un comportamento crudele e brutale durante la battaglia.

## Storia
Le forze di Buford, composte dal 3º Distaccamento "Virginia" (formato a sua volta dal 7º e dal 2º Reggimento fanteria "Virginia" e da un distaccamento di artiglieria) si erano mosse per essere impegnate a Charleston, caduta però mentre le forze erano ancora in marcia. Nel frattempo Tarleton venne a sapere che il governatore della Carolina del Sud, John Rutledge, viaggiava con Buford e decise quindi di muovere contro lo statunitense per catturare il politico.
Il 29 maggio Tarleton e Buford si scontrarono ma Rutledge non era presente in quanto decise di seguire un distaccamento separato. Il tenente colonnello inviò a Buford un messaggero, il capitano David Kinlock, chiedendogli la resa e, per spaventarlo, esagerando la consistenza delle sue truppe (nella lettera indicava 700 uomini mentre in realtà era al comando di 270 soldati). Buford rispose invece che si sarebbe difeso fino all'estrema conseguenza. Tarleton allora caricò; lo statunitense diede ordine di sparare quando i cavalieri erano a dieci iarde (circa nove metri) ma questo si rivelò inutile per fermarli. La vittoria inglese fu netta.
Le controversie riguardano la fase finale della battaglia quando, dopo la rottura delle linee di Buford, i cavalieri inglesi massacrarono con le sciabole i virginiani che si erano arresi. L'aiutante di Buford Henry Bowyer sostenne che gli statunitensi avevano issato una bandiera bianca ma il tenente colonnello la ignorò; l'aiutante chirurgo inglese Robert Brownfield scrisse invece:
«[...] Tarleton, con i suoi crudeli mirmidoni, era tra loro quando cominciò una scena di indiscriminata carneficina, mai sorpassata dalle crudeli atrocità dei selvaggi barbari [...]»
Lo stesso tenente colonnello ammise che i suoi uomini, vedendolo cadere col suo cavallo colpito da uno sparo, lo credettero morto e si lasciarono andare ad "una vendicativa asperità non facilmente placabile"
È tuttavia importante precisare che i britannici trattarono con eguale umanità i feriti di entrambe le parti e, la mattina successiva, gli ufficiali e i soldati statunitensi incapaci di camminare furono rilasciati sulla parola e portati in una piantagione vicina dove vennero raggiunti e assistiti da alcuni chirurghi di Camden e Charlotte.